# Leutzsch
Leutzsch ist ein Stadtteil und zugleich Ortsteil im Stadtbezirk Alt-West von Leipzig. Er ist geprägt von Wohnvierteln aus der Gründerzeit, einer Jugendstil-Villenkolonie sowie zumeist stillgelegten Industrieanlagen.

## Lage
Leutzsch liegt etwa 5 Kilometer westnordwestlich der Leipziger Stadtmitte. Es grenzt im Süden an Lindenau (mit der Prießnitzstraße, dem Friedhof Lindenau und der Merseburger Straße als Grenze), im Westen an Böhlitz-Ehrenberg (Grenze an der Ludwig-Hupfeld-Straße, Bahnhof Leutzsch, Am Ritterschlößchen und Am Sportpark). Im Norden und Osten grenzt der Leipziger Auwald an, mit dem Leutzscher Holz, der Burgaue, der Nahle und der Kleinen Luppe. Etwas nördlich von Leutzsch liegt der Auensee, der zum benachbarten Stadtteil Wahren gehört. Das Gewerbegebiet an der Schomburgkstraße liegt auf der Gemarkung Leutzsch, wird aber zum statistischen Ortsteil Neulindenau gezählt.

## Geschichte

### Entwicklung als Dorf

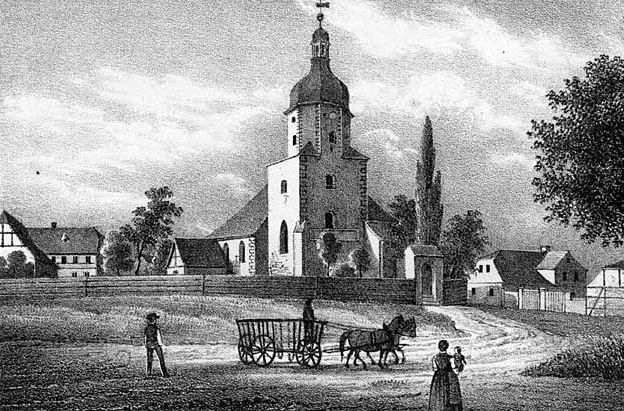
Dorfkirche von Leutzsch um 1850

Der Ortsname ist slawischen Ursprungs: Łuč’e ist von łuka abgeleitet, was auf Altsorbisch ‚Wiese‘ bedeutet. Die Siedlung besteht vermutlich seit der altsorbischen Landnahme im 8. Jahrhundert. Der ursprüngliche Dorfkern befand sich an der heutigen Straße Am Tanzplan. Im 11. Jahrhundert siedelten sich zusätzlich deutsche Bauern an. Unter dem Namen Luszh wurde das Dorf 1285 erstmals urkundlich erwähnt, als Markgraf Friedrich Tuta von Landsberg es an den Bischof von Merseburg verkaufte. Zehn Jahre später belehnte dieser den Ritter Heinricus de Lvitz (Heinrich von Leutzsch) mit dem Leutzscher Sattelhof. Eine Marienkapelle wurde 1397 zur Dorfkirche St. Laurentius erhoben.

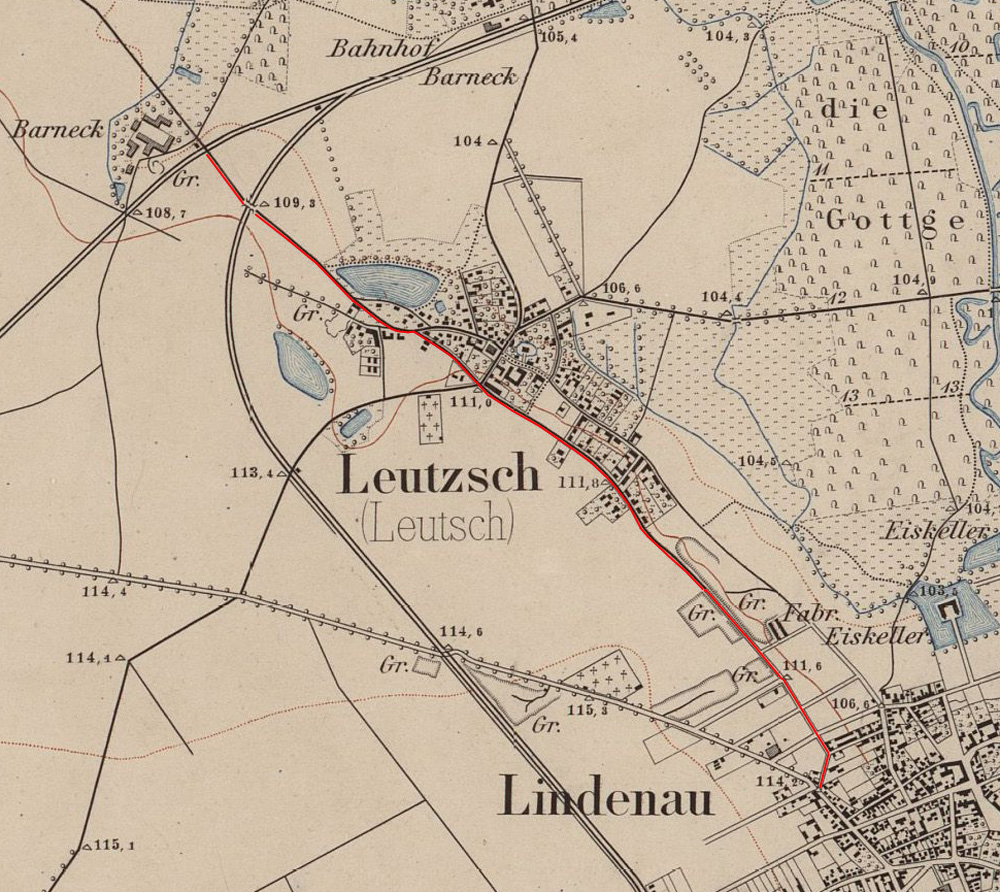
Leutzsch auf einer Karte von 1879

Ab 1539 hatte der Rat der Stadt Leipzig die Grundherrschaft in Leutzsch inne. Verwaltungstechnisch unterstand dieses jedoch ab 1562 dem Amt Schkeuditz im Hochstift Merseburg. Dieses wiederum stand seit 1561 unter kursächsischer Hoheit und gehörte zwischen 1656/57 und 1738 zum Sekundogenitur-Fürstentum Sachsen-Merseburg. Die Bevölkerung wurde 1562 mit 23 besessenen Mann angegeben. Im Dreißigjährigen Krieg brannten schwedische Truppen das Dorf nieder.
Anstelle des alten Gutshofs wurde um 1700 ein Herrenhaus errichtet, das von einem Graben umgeben war und deshalb den volkstümlichen Namen „Wasserschloss“ trug (1970 abgerissen, das Gelände ist heute als Park gestaltet, der Park am Wasserschloss). Im Jahr 1764 verzeichnete Leutsch 15⅔ Hufen Land und 36 besessene Mann sowie 8 Häusler. Durch die Beschlüsse des Wiener Kongresses wurde der Westteil des Amts Schkeuditz im Jahr 1815 an Preußen abgetreten. Leutzsch verblieb mit dem Ostteil beim Königreich Sachsen und wurde dem Kreisamt Leipzig angegliedert. Im Jahr 1834 verzeichnete Leutzsch 402 Einwohner.
Das Wappen des Herren von Leutzsch zeigt eine Linde mit Wurzeln und Krone, umgeben von zwei fünfblättrigen Rosen. Bis 1890 war es Gemeinde-Wappen. Zu sehen ist es heute noch am Eingang des Leutzscher Rathauses.

### Industriegemeinde

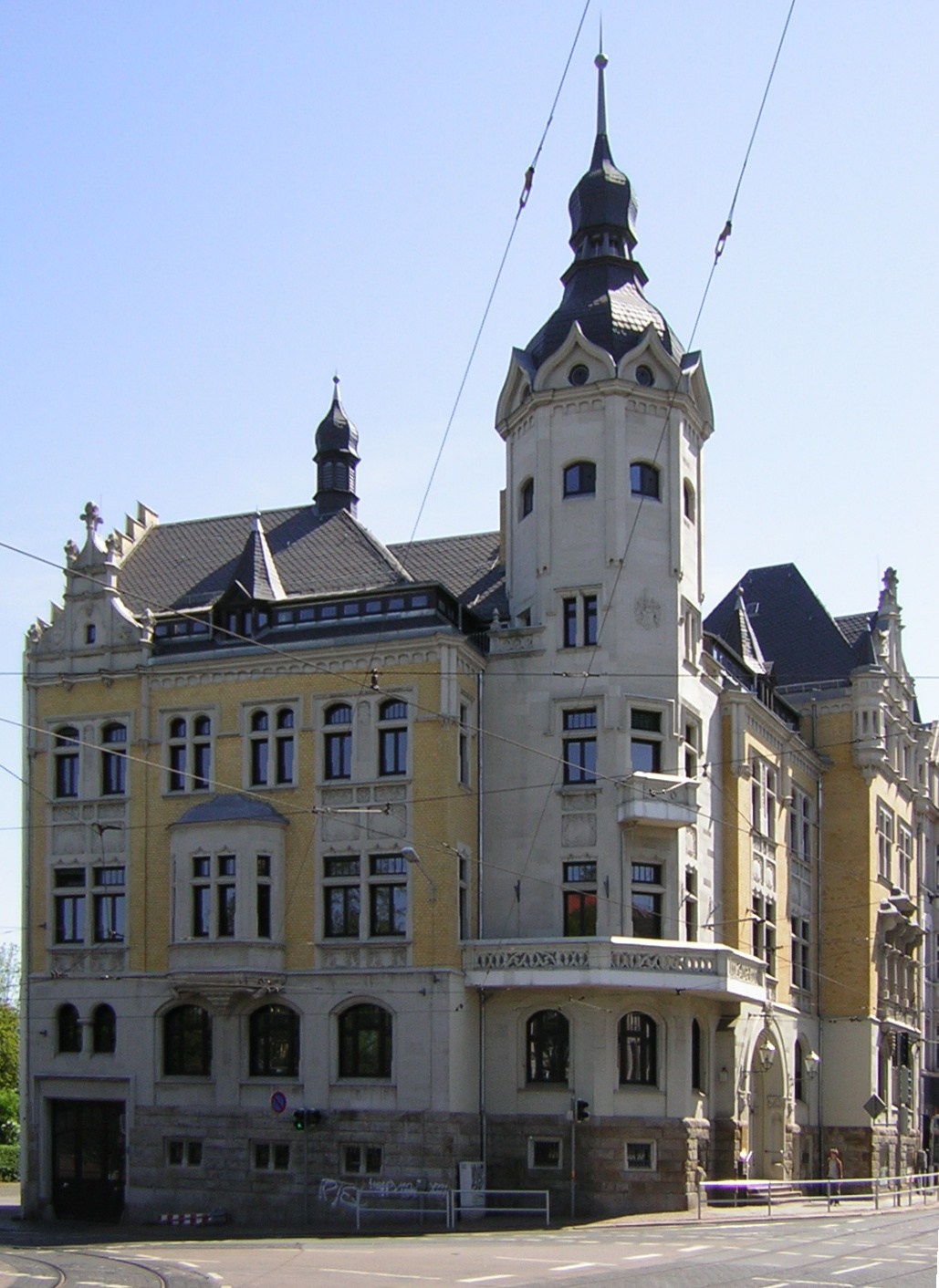
Rathaus Leutzsch (2007)

Ab 1856 gehörte der Ort zum Gerichtsamt Leipzig II und ab 1875 zur Amtshauptmannschaft Leipzig. Im Jahr 1873 bekam Leutzsch durch die Bahnstrecke Leipzig–Zeitz einen Eisenbahnanschluss. In der Folgezeit entstanden in einem Industriegürtel entlang der Zeitzer Eisenbahn zwischen der heutigen Georg-Schwarz- und der Merseburger Straße zahlreiche Fabriken, darunter die 1874 gegründete Pianoforte-Mechanik-Fabrik von Franz Flemming und ein 1888 errichtetes Dampfsägewerk der Pianofortefabrik Julius Blüthner. Infolge der Industriellen Revolution und der Expansion der nahen Stadt Leipzig nahm die Bevölkerung Ende des 19. und Anfang des 20. Jahrhunderts explosionsartig zu: Im Jahr 1871 hatte Leutzsch noch 999 Einwohner, 1890 waren es 2.509 und zwanzig Jahre später 12.327. Die Bebauung mit mehrgeschossigen Mietshäusern im Gründerzeitstil wucherte vom benachbarten Lindenau, das ab 1891 zu Leipzig gehörte, entlang der heutigen Georg-Schwarz- und William-Zipperer-Straße nach Leutzsch hinein.
Dem Bevölkerungsanstieg entsprechend wurde 1891 eine neue Schule erbaut, die bis 1908 noch erweitert wurde (heute 157. Grundschule und Oberschule an der Georg-Schwarz-Straße). Leutzsch bekam 1899 auch eine Anbindung an das Netz der Großen Leipziger Straßenbahn, an der Endstelle wurde 1908 der Straßenbahnhof Leutzsch in Betrieb genommen. Das 1904 gebaute Leutzscher Rathaus (entworfen von Pfeifer & Händel) und zahlreiche Industriellenvillen im Jugendstil auf teils parkartigen Grundstücken bezeugen den damaligen Wohlstand der Gemeinde. Eine der bekanntesten ist die 1902 nach einem Entwurf von Julius Zeißig erbaute Villa des Kofferfabrikanten Anton Mädler in der heutigen Hans-Driesch-Straße. Zudem entwarf der Jugendstilarchitekt Paul Möbius mehrere Villen in Leutzsch.

### Leutzsch als Stadtteil von Leipzig

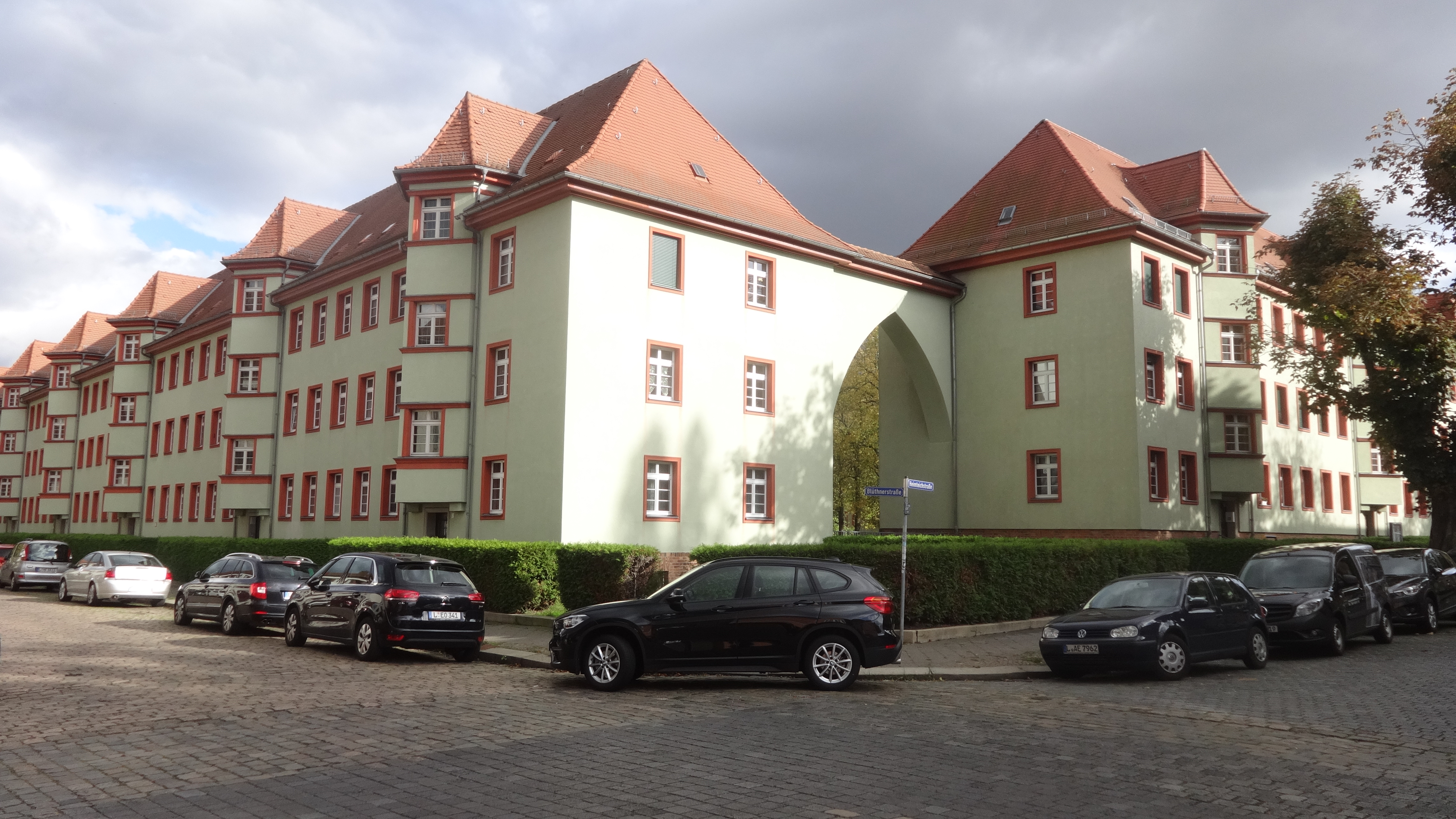
Wohnanlage an der Heimteichstraße

Die damalige Landgemeinde Leutzsch, Teil der Amtshauptmannschaft Leipzig mit mehr als 15.000 Einwohnern und einer Fläche von 6,8 km², wurde 1922 nach Leipzig eingemeindet. An der Pfingstweide im Norden von Leutzsch (zwischen Heimteich- und Hellerstraße) ließ die Stadt Leipzig von 1925 bis 1930 eine kommunale Siedlung mit 330 Wohneinheiten nach Entwürfen von Carl James Bühring und Hubert Ritter errichten.
Die Villenkolonie galt auch in der DDR-Zeit – und gilt bis heute – als bevorzugte Wohngegend, hier lebten beispielsweise der Maler Bernhard Heisig und der Dirigent Kurt Masur. Ein Großteil der gründerzeitlichen Mietshäuser wurde hingegen dem Verfall preisgegeben. Die Georg-Schwarz-Straße war zudem wegen der starken Verkehrsbelastung unattraktiv und war bereits gegen Ende der DDR-Zeit und verstärkt nach 1990 von Leerstand geprägt. Die Leutzscher Industriebetriebe wurden spätestens nach der deutschen Wiedervereinigung fast ausnahmslos stillgelegt. Ein Teil der leerstehenden Fabrikgebäude wurde zu kulturellen Zwecken umgenutzt, ein großer Teil liegt aber weiter brach.
Nachdem Leutzsch in den 1990er-Jahren (wie Leipzig insgesamt) einen deutlichen Bevölkerungsrückgang erlebte, ist die Einwohnerzahl seit Mitte der 2000er-Jahre wieder kontinuierlich gestiegen. Nach einem Tiefstand von 8.166 Einwohnern im Jahr 2001 wurde 2019 die Zahl von 10.452 Bewohnern vermeldet. Die stadteigene Leipziger Wohnungs- und Baugesellschaft (LWB) stellte 2024 an der Gaußstraße 123 neue Wohnungen (geförderter Wohnungsbau) fertig. Nördlich davon liegen ehemalige Bahnflächen, die nach Aufgabe des früheren Güterbahnhofs, aber auch des Straßenbahnhofs, brach gefallen sind. Insgesamt 30,6 Hektar sollen durch Aufstellung des Bebauungsplans „Bahnbogen Leutzsch“ städtebaulich neu geordnet werden. In einem städtebaulichen Wettbewerb für einen Teilbereich wurde Ende 2024 der Entwurf mit dem Titel „Parkquartier Leutzsch – Nachbarschaftliches Leben zwischen Geschichte und Zukunft“ des Berliner Planungsbüros Stadt Land Fluss mit Franz Reschke Landschaftsarchitektur ausgewählt.

## Bevölkerung
| Jahr | Einwohner |
| ---- | --------- |
| 2000 | 08.383    |
| 2005 | 08.439    |
| 2010 | 08.752    |
| 2015 | 10.028    |
| 2020 | 10.450    |
| 2024 | 11.047    |

Stand: 31.12. des jeweiligen Jahres

## Politik
Bei den Wahlen zum Sächsischen Landtag gehört Leutzsch zum Wahlkreis Leipzig 6, bei Bundestagswahlen zum Bundestagswahlkreis Leipzig I (Wahlkreis 152).
Die Bundestagswahl 2021 führte bei einer Wahlbeteiligung von 75,6 % zu folgendem Zweitstimmenergebnis:
| Partei                | Leutzsch | Stadt Leipzig |
| --------------------- | -------- | ------------- |
| SPD                   | 20,6 %   | 20,9 %        |
| Bündnis 90/Die Grünen | 15,9 %   | 18,5 %        |
| AfD                   | 14,8 %   | 13,3 %        |
| CDU                   | 13,9 %   | 14,0 %        |
| Die Linke             | 12,4 %   | 13,7 %        |
| FDP                   | 11,0 %   | 10,1 %        |
| Sonstige              | 11,4 %   | 09,5 %        |

## Sehenswürdigkeiten und Kultur

### Bauwerke
Wichtige Gebäude in Leutzsch sind:
- St.-Laurentius-Kirche
- St.-Theresia-Kirche
- Rathaus Leutzsch (heute Bürgeramt Leutzsch)
- Verwaltungsgericht Leipzig (ehemalige Villa des Pelzhändlers Curt Thorer)
- Wohnhäuser aus der Gründerzeit und Jugendstil-Villen

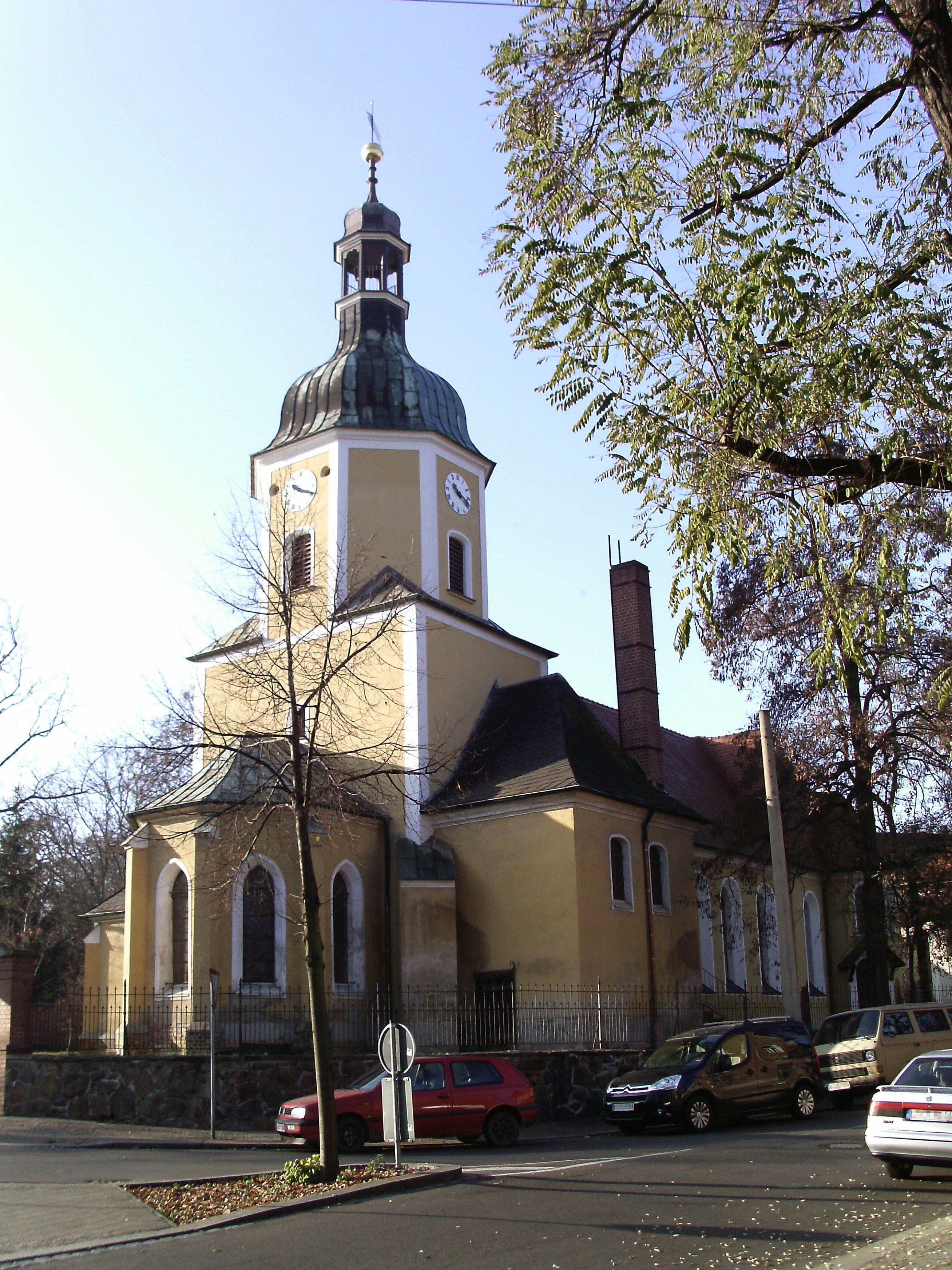
St.-Laurentius-Kirche
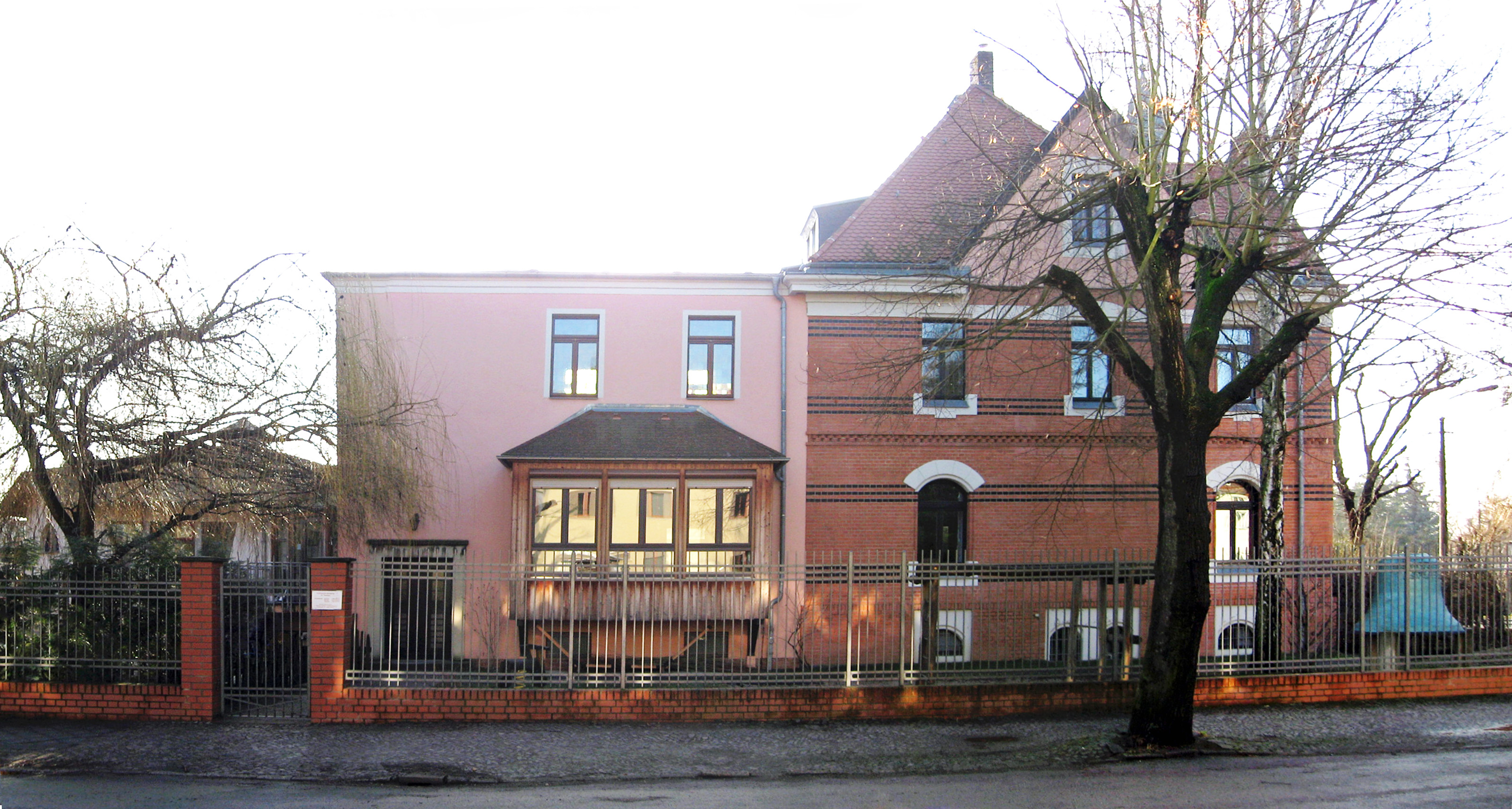
St.-Theresia-Kirche
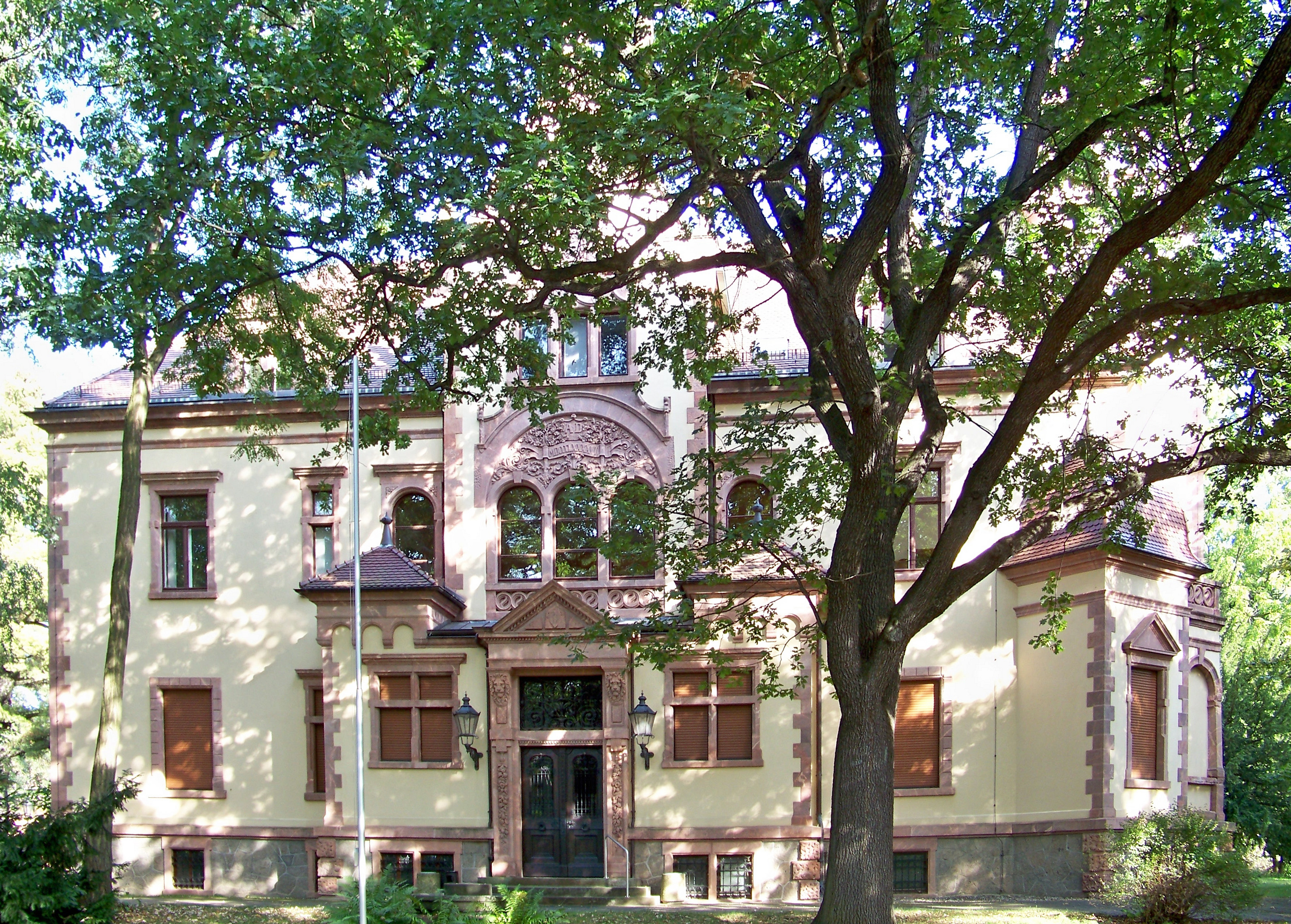
Verwaltungsgericht Leipzig
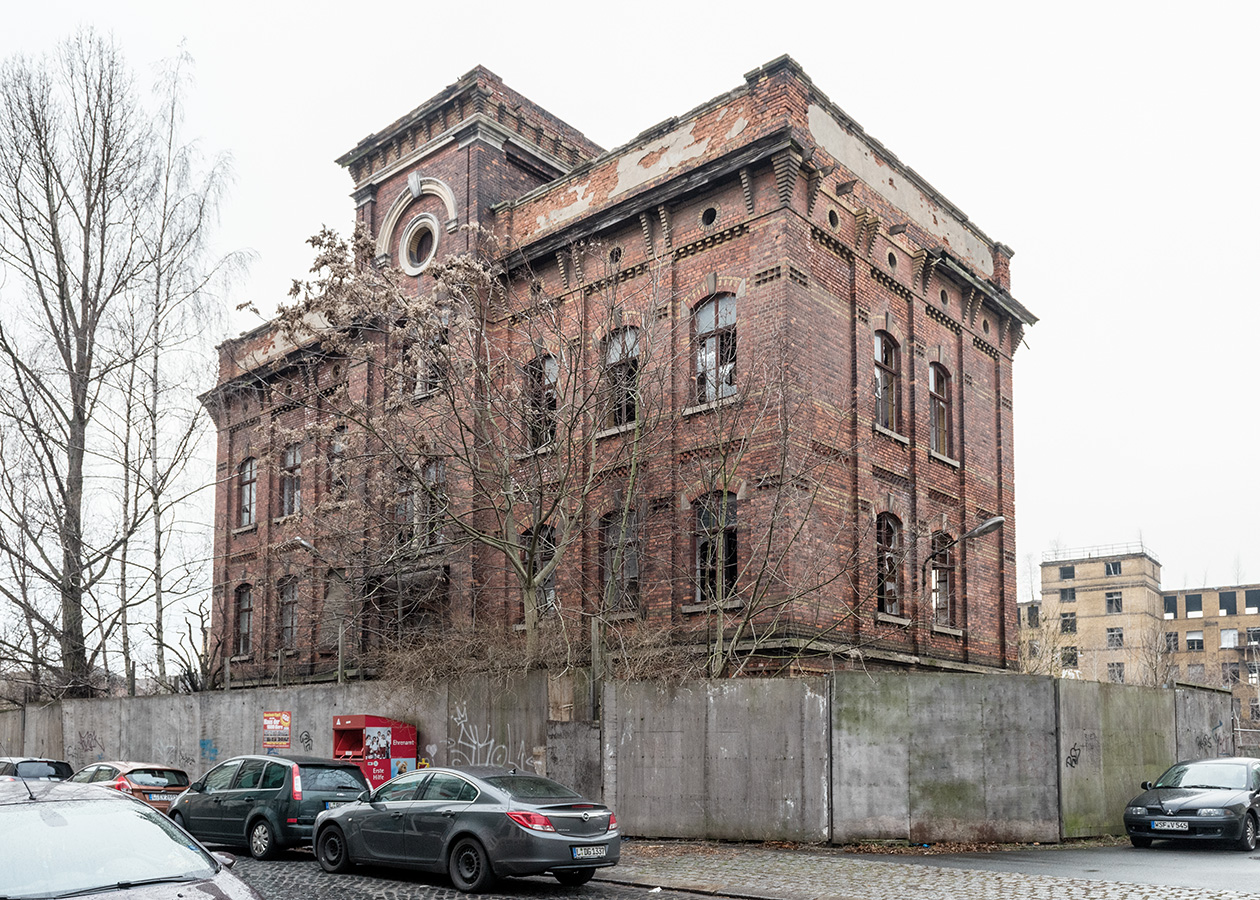
Pianoforte-Mechanik-Fabrik H. F. Flemming
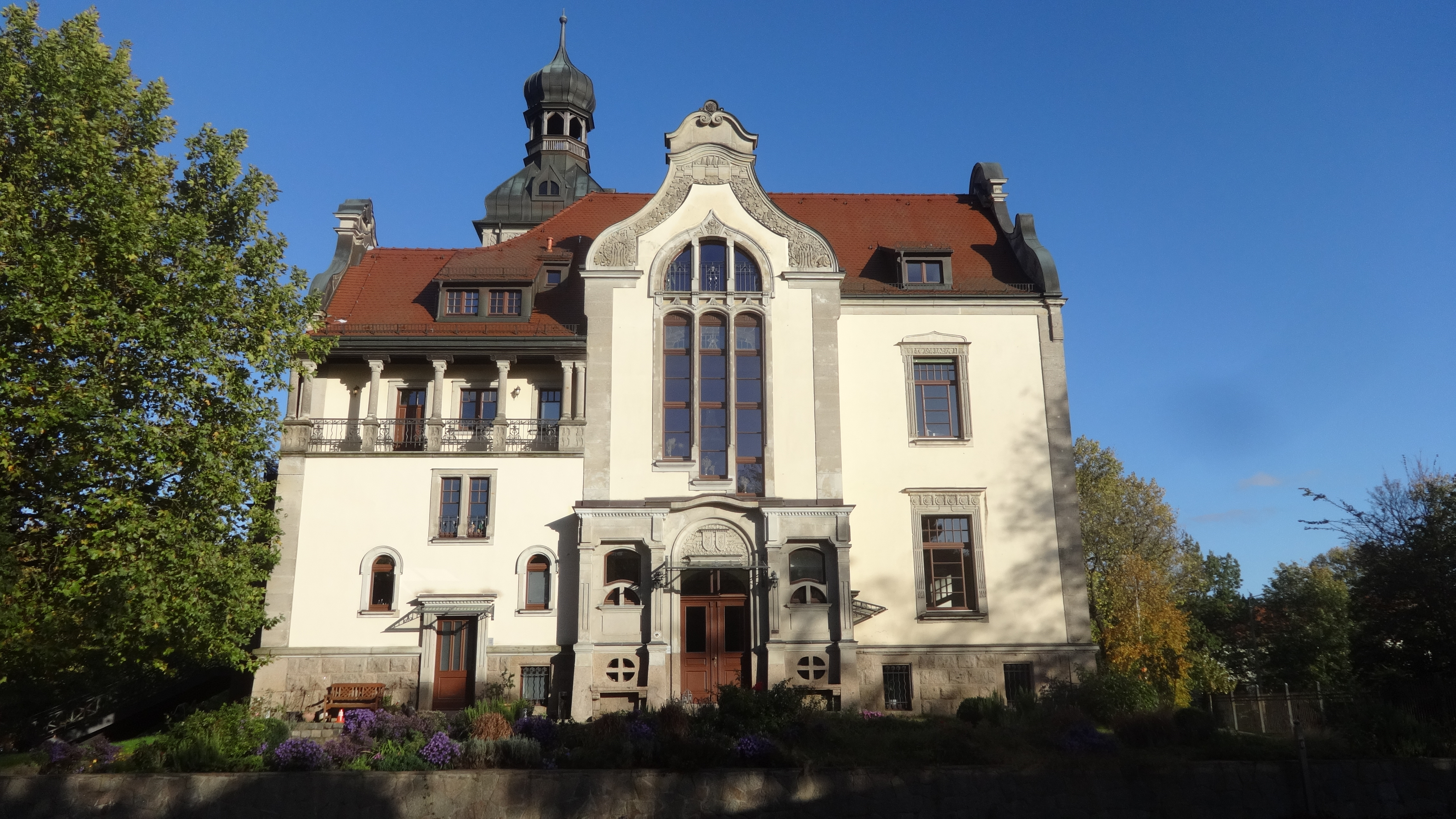
Mädlervilla
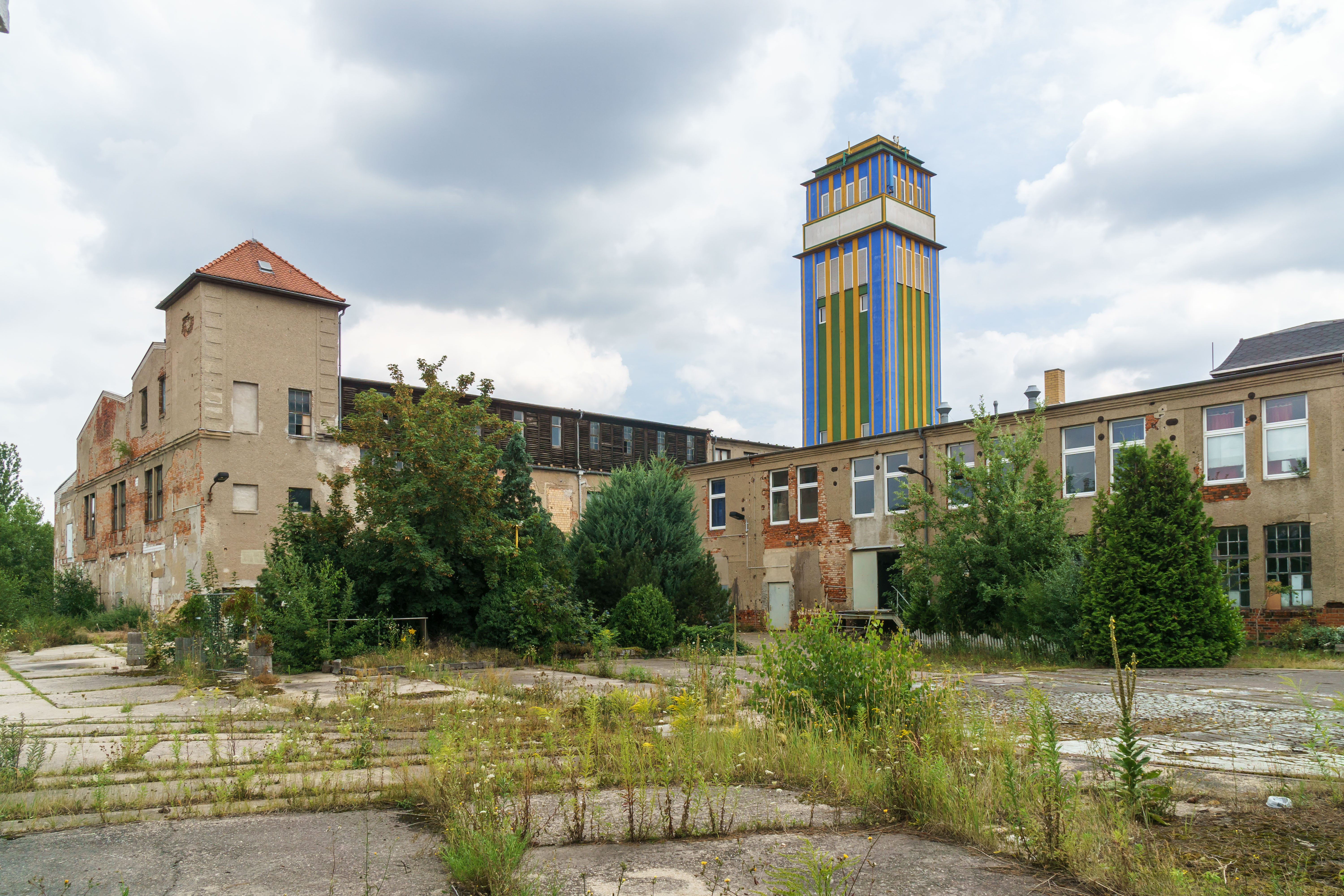
Wasserturm der ehemaligen Lacufa-Werke

### Kultur

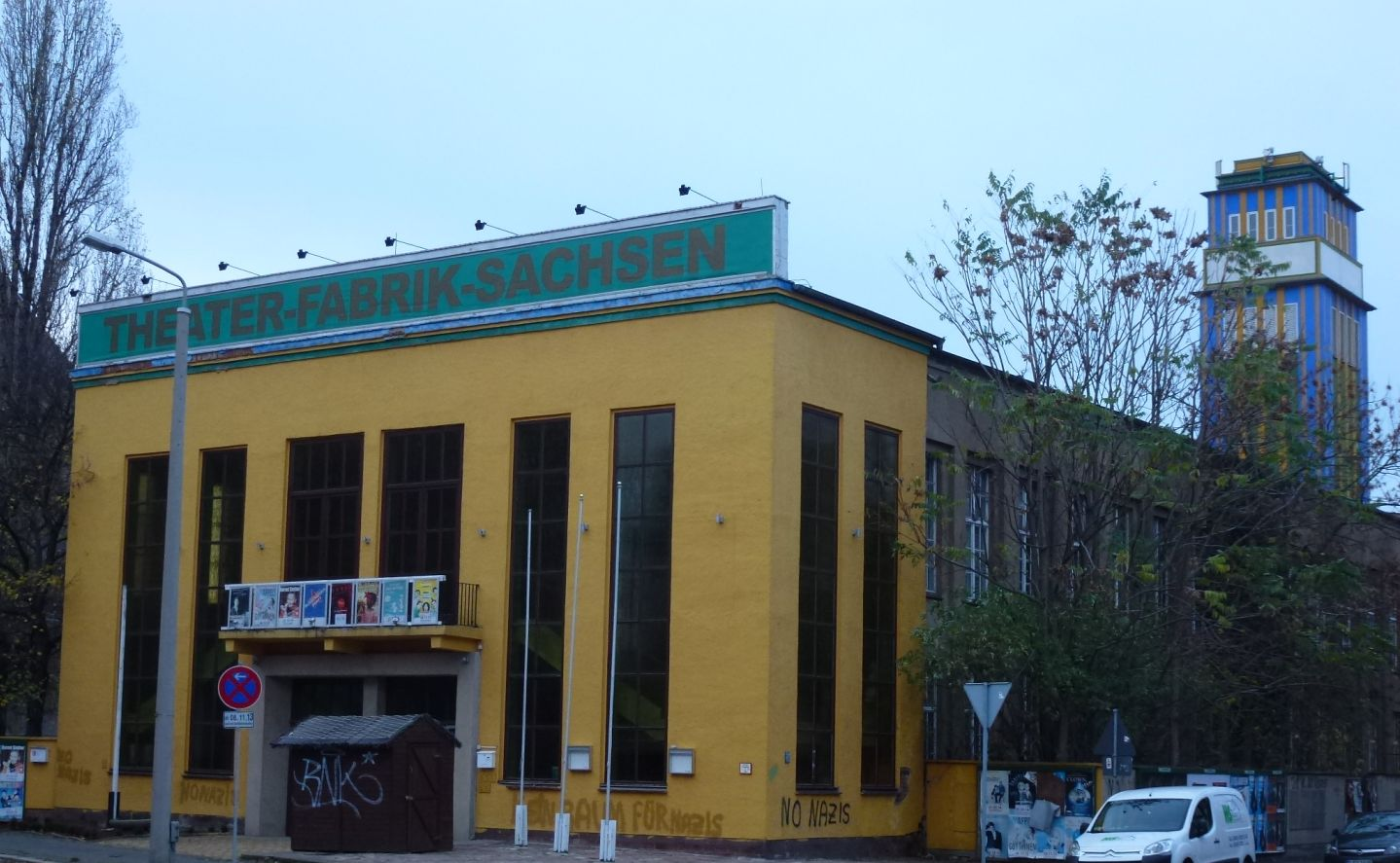
Theater-Fabrik-Sachsen

Das ehemalige Kulturhaus des VEB Farben- und Lackfabrik Leipzig wurde von 2001/2003 bis 2013 von einem Off-Theater, der Theater-Fabrik-Sachsen, genutzt und anschließend von Instone in Eigentumswohnungen umgebaut und verkauft.
In einigen der stillgelegten Fabriken, vor allem in der Franz-Flemming-Straße, haben sich Künstlerateliers angesiedelt.

## Infrastruktur

### Verkehr

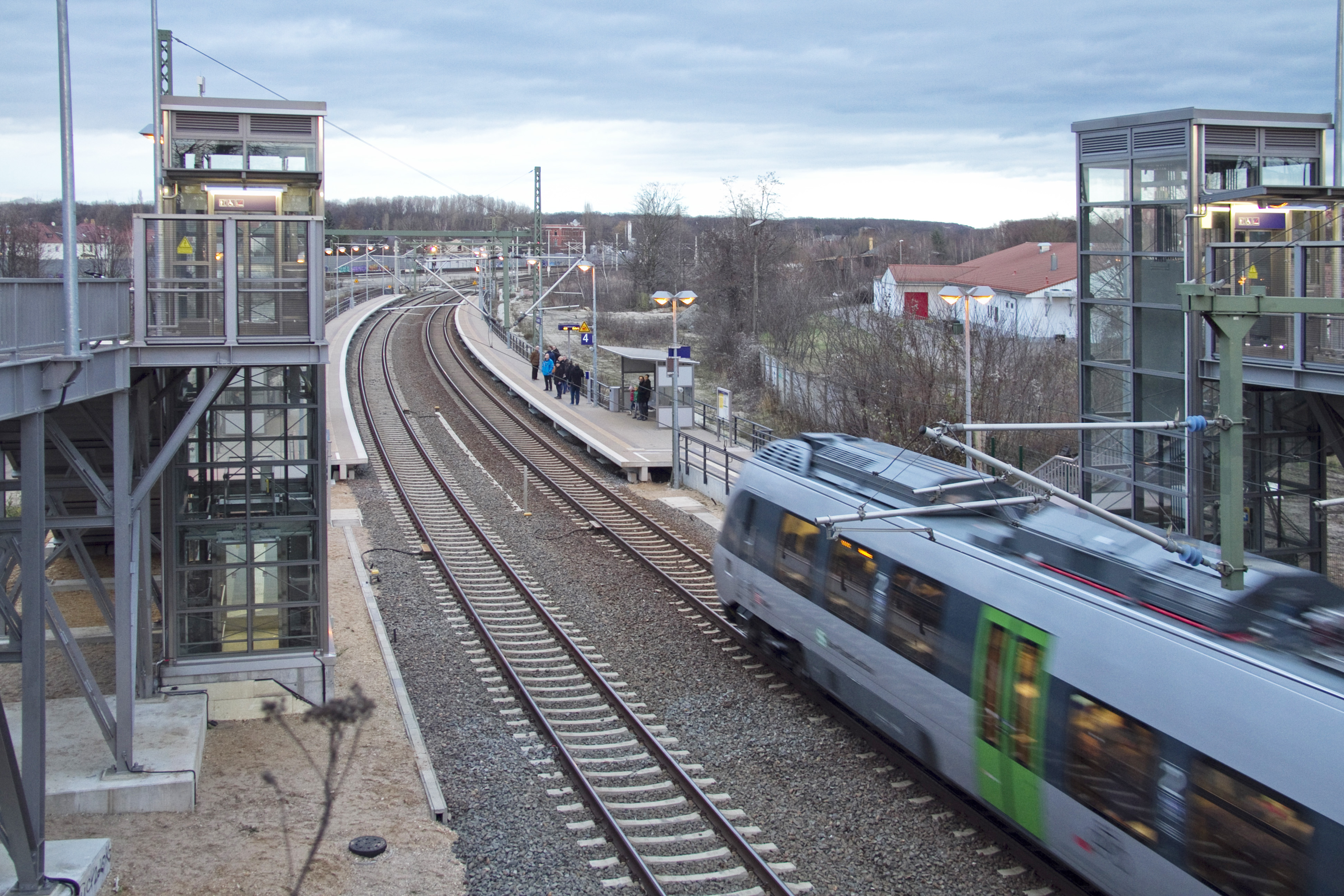
Bahnhof Leipzig-Leutzsch

Im Stadtteil liegt der Bahnhof Leipzig-Leutzsch an der Bahnstrecke Leipzig–Großkorbetha, außerdem war der Bahnhof Endpunkt der Bahnstrecke Merseburg–Leipzig-Leutzsch.
Im Zuge der Neuordnung des S-Bahnverkehrs mit Inbetriebnahme des City-Tunnels Leipzig wurde der Bahnhof Leipzig-Leutzsch in einer netzergänzenden Maßnahme mit dem früheren Haltepunkt Industriegelände West zu einer neuen Station an der Georg-Schwarz-Straße zusammengefasst. Der S-Bahnverkehr war bis Dezember 2013 eingestellt, während die Bahnlinie RB 125 nach Weißenfels den neuen Haltepunkt seit 2012 nutzt. Seit Dezember 2015 werden die Regionalbahnleistungen von Abellio Rail Mitteldeutschland erbracht und über Naumburg (Saale) nach Erfurt durchgebunden.

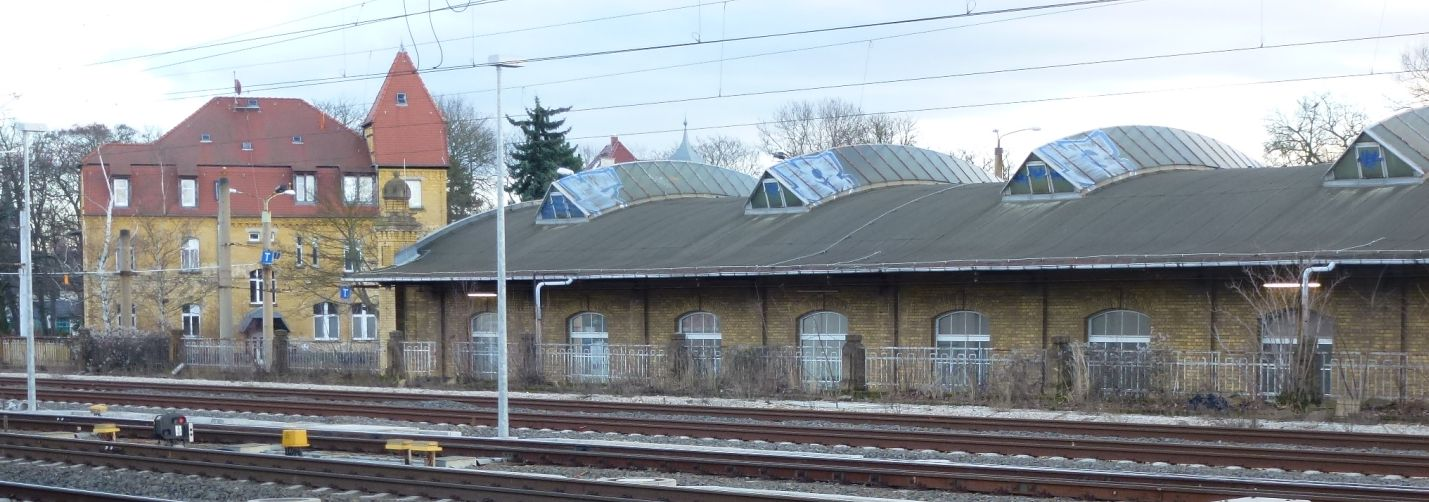
Straßenbahndepot

Die Straßenbahnlinie 7 quert auf der Georg-Schwarz-Straße den Stadtteil von West nach Ost. Die Straßenbahnlinie, die ab 1899 durch die Rathenaustraße zum alten Bahnhof führte, wurde 2001 von den Leipziger Verkehrsbetrieben durch die Buslinie 67 ersetzt. Ende 2022 wurde die Buslinie 67 stillgelegt und wird heute durch das On-Demand Rufbusangebot Flexa durch die Leipziger Verkehrsbetriebe ersetzt. Das Straßenbahndepot an der ehemaligen Endstelle der Linie 27 wird jedoch weiterhin genutzt.
Seit November 2024 verkehrt die Linie 74 entlang der William-Zipperer-Straße (in die Gegenrichtung über die Georg-Schwarz-Straße) und der Rathenaustraße zum Straßenbahnhof Leutzsch und stellt so eine umsteigefreie Verbindung zwischen Leutzsch, Schleußig und der Südvorstadt bis nach Stötteritz und Holzhausen her.
Die Buslinie 80 tangiert Leutzsch im Westen.
Für den Individualverkehr ist Leutzsch über die A 9, Ausfahrt Leipzig-West, und von dort die B 181 (Leipzig–Merseburg) zu erreichen.

### Brücken

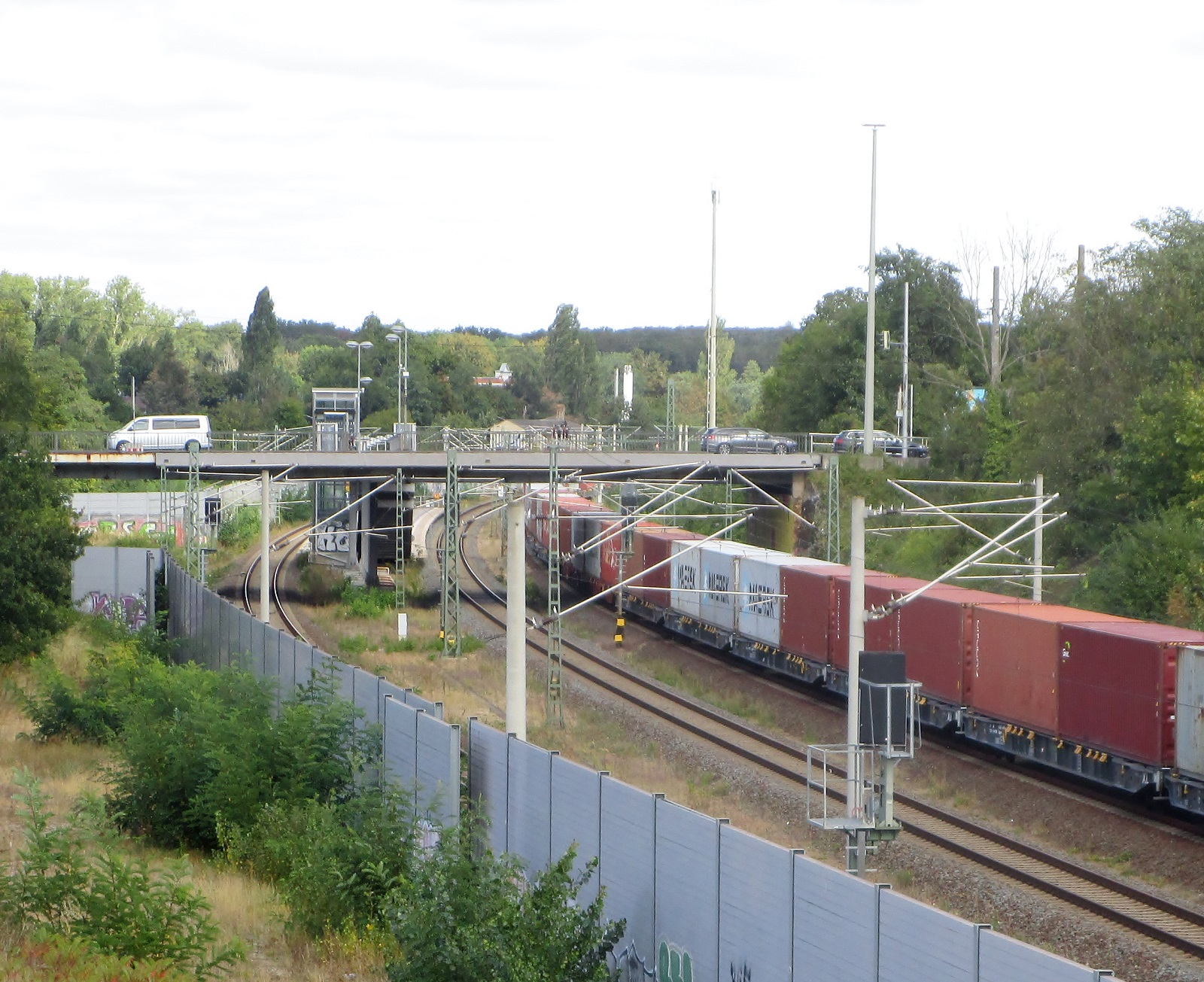
Eine der beiden Georg-Schwarz-Brücken (2024)

Die Georg-Schwarz-Straße inklusive Straßenbahn führt am nördlichen Rand von Leutzsch über zwei Brücken nach Böhlitz-Ehrenberg. Sie sind unter der Bezeichnung „Georg-Schwarz-Brücken“ bekannt und stark erneuerungsbedürftig. Es ist ein Neubau für Gesamtkosten von 100 Millionen Euro geplant, der nicht nur den Verkehr in Süd-Nord-Richtung, sondern auch den hier kreuzenden Verkehr in Ost-West-Richtung aufnehmen soll.

### Handel

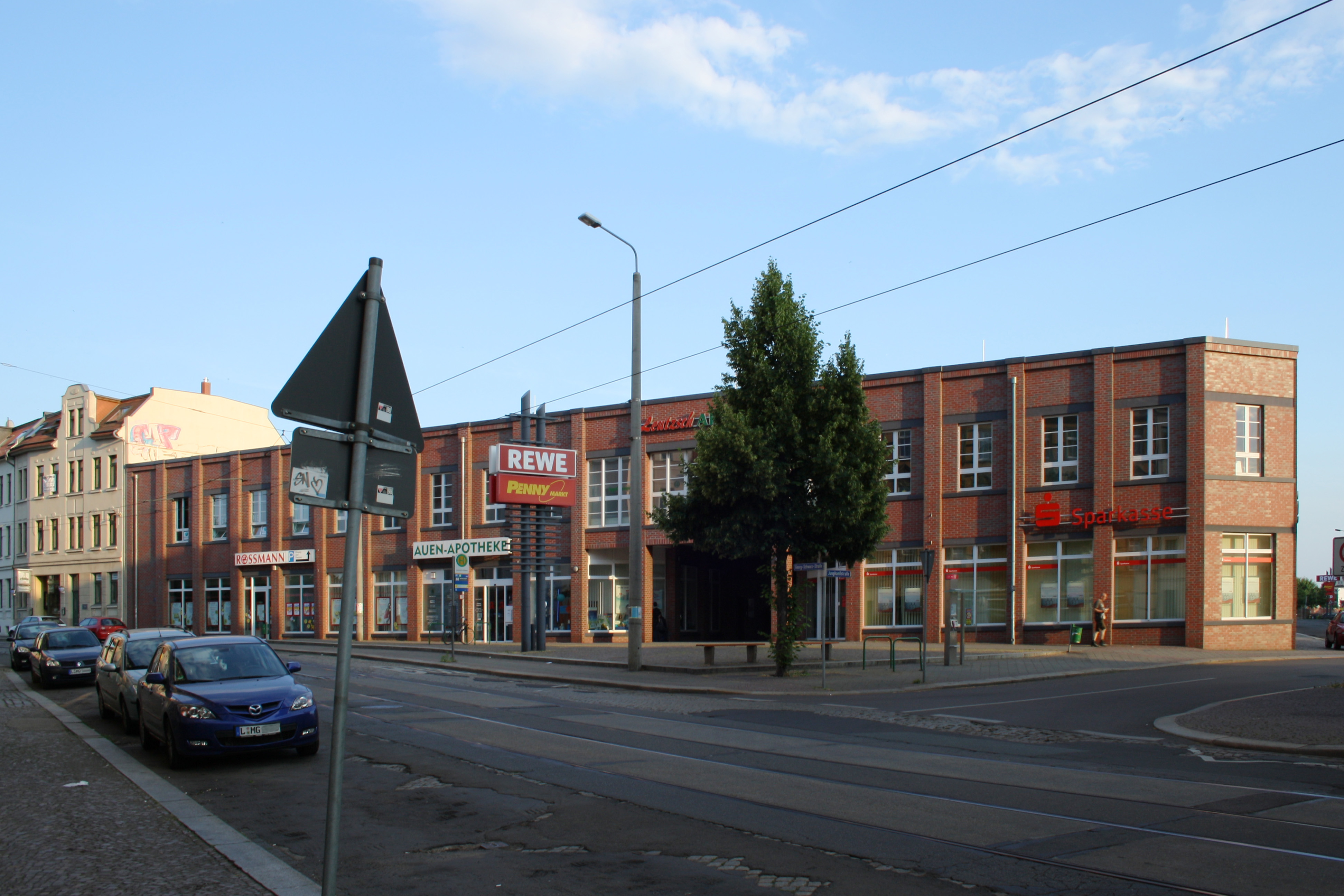
Leutzsch Arkaden

In der Nähe des Rathauses wurde 2004 das Einkaufszentrum Leutzsch Arkaden eröffnet.

### Schulen
- 157. Schule (Grundschule)
- Schule am Leutzscher Holz (Grundschule).
- Schule Georg-Schwarz-Straße (Oberschule)

### Sport

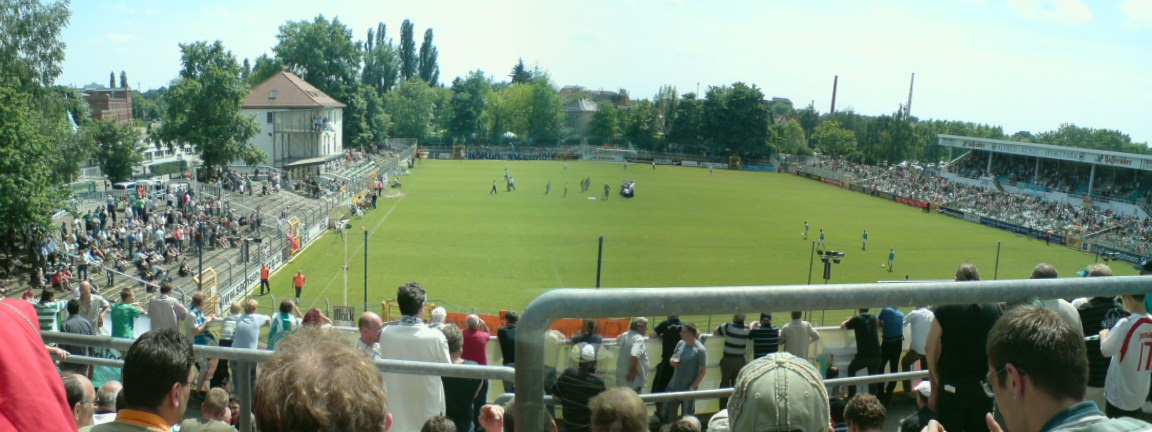
Alfred-Kunze-Sportpark

Der heutige Alfred-Kunze-Sportpark (bis 1992 Georg-Schwarz-Sportpark) wurde 1920 von der damals noch selbstständigen Gemeinde Leutzsch eingeweiht. Hier spielte in den 1930er- und 40er-Jahren der TuRa Leipzig, der bereits damals eine Rivalität zum Probstheidaer VfB Leipzig pflegte. Ab 1950 war das Leutzscher Stadion Heimstatt der BSG Chemie Leipzig, die 1951 und 1964 die DDR-Meisterschaft gewann.
Nach 1990 setzte der FC Sachsen Leipzig die grün-weiße Tradition des Leutzscher Fußballs fort. Die 1997 zunächst als Förderverein und zur Erhaltung der Markenrechte wiedergegründete BSG Chemie Leipzig übernahm nach der Insolvenz des FC Sachsen 2011 den Spielbetrieb im Alfred-Kunze-Sportpark. Ihre 1. Herrenmannschaft spielt seit 2019 in der Regionalliga Nordost. Der Verein gehört neben dem traditionellen Lokalrivalen 1. FC Lokomotive Leipzig und dem 2009 gegründeten RB Leipzig zu den drei großen Fußballclubs in Leipzig.
In Leutzsch ansässig sind auch die Fußballvereine TuS Leutzsch und LfV Sachsen Leipzig.
Der Tischtennisverein LTTV Leutzscher Füchse 1990 stieg 2011/12 in die 1. Bundesliga der Damen auf und macht somit den Stadtteil bundesweit und in Fachkreisen international bekannt.

### Schwimmhalle

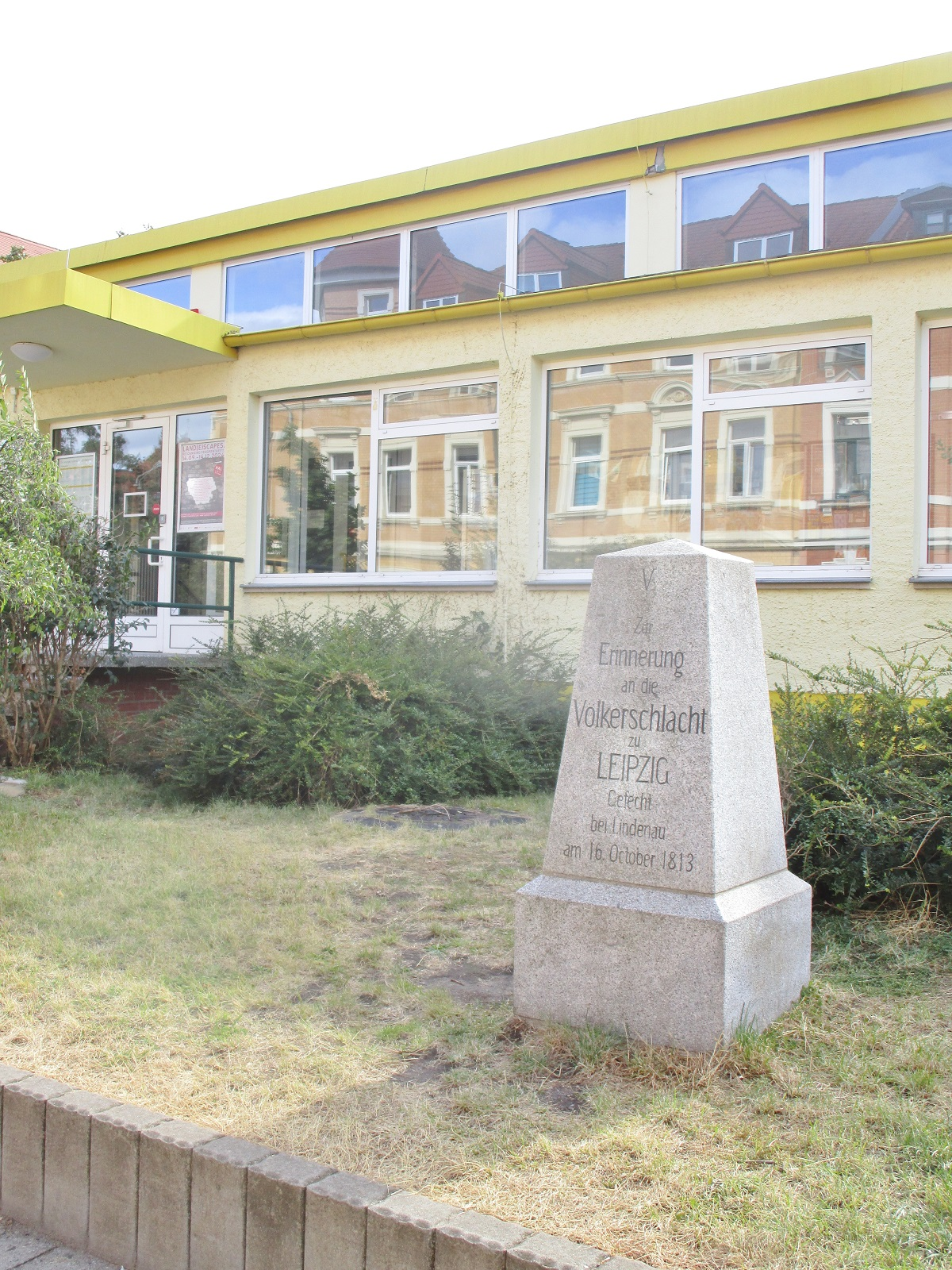
Schwimmhalle West mit Apelstein

Die Sportbäder Leipzig GmbH betreibt in Leutzsch eine Schwimmhalle mit 5 Bahnen in einem 25-Meter-Becken.

## Persönlichkeiten

### Töchter und Söhne des Stadtteils
- Willy Donau (1885–1959), Gewerkschaftsfunktionär
- Rudolf Meyer (1909–1991), Theologe
- Irma Baltuttis (1920–1958), Schlagersängerin
- Hans-Jörg Dost (* 1941), Schriftsteller

### Mit Leutzsch verbundene Persönlichkeiten
- Andreas Grabau (1808–1884), Cellist, lebte in Leutzsch
- Walter Rose (1912–1989), deutscher Fußballer, lebte in Leutzsch